# Siro Magagnini
Siro Sirio Magagnini (Calvi, 3 settembre 1906 – ...) è stato un ciclista su strada italiano, professionista dal 1927 al 1932. Non ottenne alcuna vittoria nella massima categoria, tuttavia è degno di nota qualche piazzamento di rilievo, come il secondo posto al Giro di Toscana 1929 e il settimo, nella stessa corsa, l'anno successivo.

## Piazzamenti

### Grandi Giri
- Giro d'Italia

1927: ritirato
1932: 42º
- Tour de France

1930: ritirato

### Classiche monumento
- Milano-Sanremo

1932: 28º